# Comuna Vilhivți, Jîdaciv
Vilhivți (în ucraineană Вільхівці) este o comună în raionul Jîdaciv, regiunea Liov, Ucraina, formată din satele Ivanivți, Pceanî, Teisariv, Turadî, Vilhivți (reședința) și Volîțea-Hnizdîcivska.

## Demografie
Componența lingvistică a comunei Vilhivți
     Ucraineană (99,82%)
     Alte limbi (0,18%)
Conform recensământului din 2001, majoritatea populației comunei Vilhivți era vorbitoare de ucraineană (99,82%), existând în minoritate și vorbitori de alte limbi.